# 常総ニュータウン

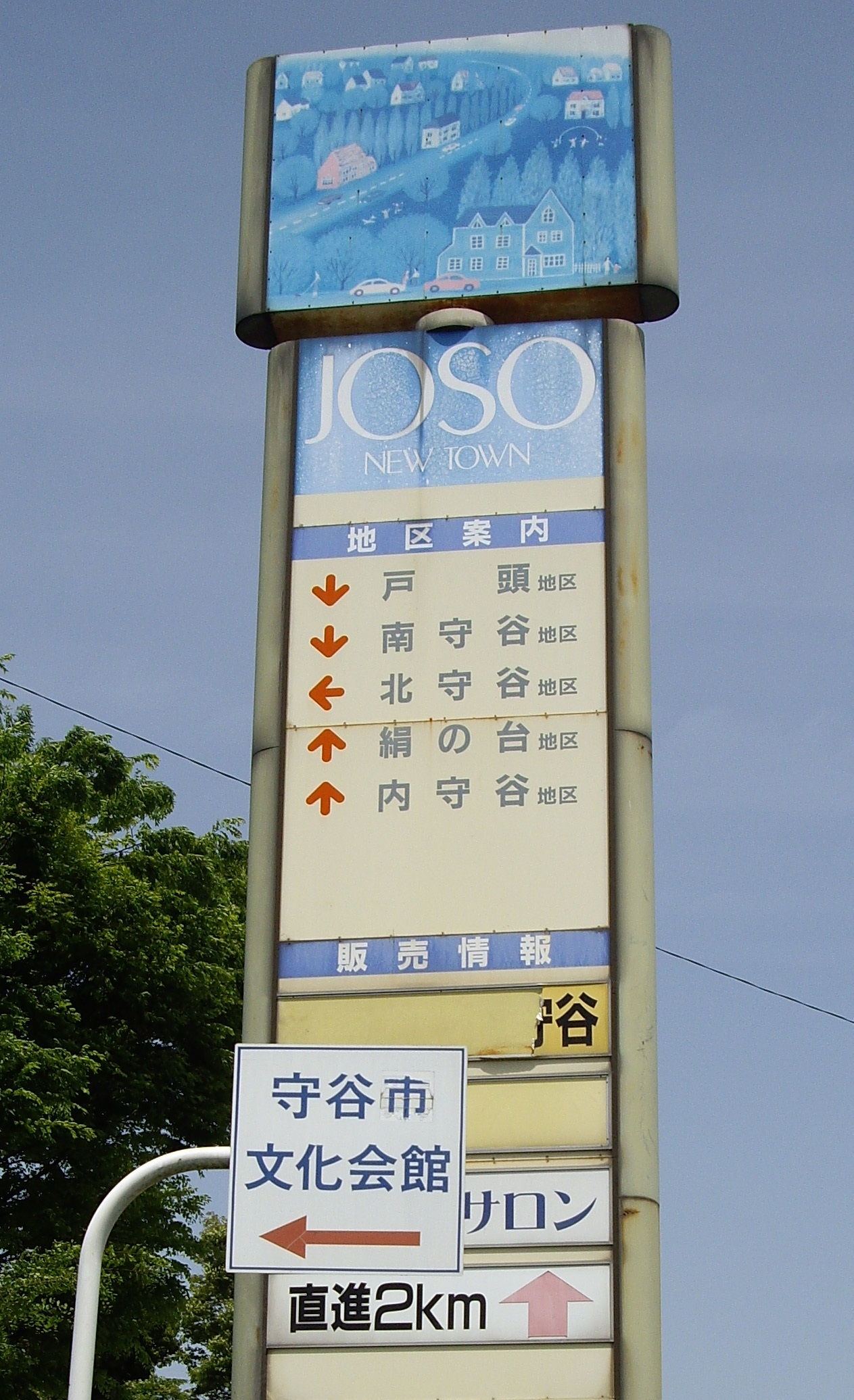
常総ニュータウン地区案内

常総ニュータウン（じょうそうニュータウン）は、茨城県取手市・守谷市・つくばみらい市・常総市に跨って開発が行われた大規模ニュータウン。開発面積約850ha、計画人口90,000人。

## 概要
東京23区の過密化が進み、人口を分散させることを目的として1966年（昭和41年）6月に制定された首都圏整備法に基づき、近郊整備地帯に計画されたニュータウンである。当時の東京圏内では開発が進み、常総ニュータウン近辺でも取手市の国道6号両側などで乱開発が行われていた。これに対して日本住宅公団は乱開発が行われることで、将来道路や施設を整備するにあたって経費や手間が余分にかかってしまうこと、災害への対応が難しくなることを挙げ、1971年（昭和46年）に建設が始められた。開発主体は日本住宅公団（後の住宅・都市整備公団→都市基盤整備公団→都市再生機構）。
初期開発地区である取手市戸頭地区に大規模団地（公団取手戸頭団地）が整備され、水海道市（現 常総市）大生郷地区が工業団地として整備された例外を除き、戸建が中心のニュータウンである。関東鉄道常総線沿線に広がっているが、各地区は全てが隣接しているわけではなく、北守谷と絹の台、それらと鬼怒川を挟んで接しているきぬの里を除き、地区ごとに独立している。守谷市には首都圏新都市鉄道つくばエクスプレスが2005年（平成17年）8月24日に開業している。
常総ニュータウンは上記の通り戸頭地区から開発が始まったが、戸頭地区は初期より開発区域全体を「戸頭団地」と称しており 、大生郷工業団地も「大生郷工業団地」の名称で開発が行われるなど、常総ニュータウンの呼称を用いた開発は北守谷地区以降まで行われていない。常総ニュータウンの呼称を用いて活発に分譲が行われた北守谷地区や南守谷地区でも、開発初期に設置された看板や施設に「常総ニュータウン」という表記が見られるものの、近年では常総ニュータウンの呼称を用いることは稀となっている。

## ニュータウン地区区分

### 取手市域
取手市域には大規模公団住宅団地（戸頭団地）を有する戸頭地区、現在造成中の最終開発地区 取手ゆめみ野地区がある。

#### 戸頭地区
常総ニュータウンの初期開発地区であり、戸頭のみで構成される。他の地区が戸建住宅を中心としているのとは異なり、中高層の公団住宅を多数配置した地区である。公団住宅の周囲に戸建住宅が立ち並ぶ。開発に伴い、地域内には取手市立戸頭西小学校と取手市立戸頭東小学校の2つの小学校が設置されたが、近年の少子化の影響で、戸頭東小学校を戸頭小学校とし戸頭西小学校を閉校した。1973年（昭和48年）から開発が始まり、街開きは1975年（昭和50年）4月1日、事業完了は1977年（昭和52年）5月11日。開発面積130.5ha、計画人口22,000人（5,500戸）。
戸頭
一丁目から九丁目まである。地域の中央を公団住宅、その周囲を戸建住宅が並ぶ。地域内には戸頭駅、取手市立戸頭小学校、取手市立戸頭中学校、マスダ（スーパー）があり、三井不動産開発の大規模開発地域であるパークシティ守谷に近接、ヒルズ美園に隣接している。また、隣接する区域にヨークベニマル取手戸頭店（旧：イオン取手店）、ヤオコー取手戸頭店、ホーマック取手店、ケーズデンキ取手店がある。

#### 取手ゆめみ野地区
現在造成中で、常総ニュータウンでは最終となる事業進行中の地区である。当初は「たかいの里」の仮称を用いていたが、地区内の駅名決定と同時に現名称への変更が行われた。2011年（平成23年）3月12日のゆめみ野駅開業と同時に地区の一部で街びらきが行われた。2015年（平成27年）度までに全域が街開きされる予定であり、面積約80ha、計画人口6100人の予定である。また、街びらきと同時にゆめみ野一丁目 - 五丁目の仮町名の使用が開始され、事業完了後は正式町名となる予定である。

### 守谷市域

#### 北守谷地区
常総ニュータウン最大規模の地区で、ニュータウンの中心地区と位置づけられている。御所ケ丘、久保ケ丘、松前台、薬師台で構成され、開発初期は「常総ニュータウン守谷」と呼ばれていた。地域内には新守谷駅があり、各地区は北守谷遊歩道で結ばれている。開発面積260.5ha、計画人口32,000人（約8000戸）。街開きは1982年（昭和57年）4月1日で、街開き初期の入居者は1600人（419戸）。
御所ケ丘
北守谷地区の南東、新守谷駅の西側一帯で、一丁目から五丁目まである。一戸建住宅が中心であるが、駅周辺にはマンションも見られる。新守谷駅、守谷消防署、守谷市立御所ケ丘小学校、守谷市立御所ケ丘中学校、守谷市市民交流プラザがある。
久保ケ丘
北守谷地区の北東で、一丁目から四丁目まである。戸建住宅の並ぶ地域であると共に、北守谷地区の商業の中心地区でもある。久保ケ丘交番、守谷市文化会館、守谷久保ケ丘郵便局、立沢公園、アピタ守谷店（閉店）、タカシマヤローズサロン守谷（閉店）がある。また、地域の北端にあるせせらぎの小路が守谷市とつくばみらい市、常総ニュータウン北守谷と絹の台の境となっている。
松前台
北守谷地区の北西で、一丁目から七丁目まである。戸建住宅の並ぶ地域であると共に、総合病院等の施設が置かれる地区でもある。総合守谷第一病院、大山公園、守谷市立松前台小学校がある。
薬師台
北守谷地区の南西で、一丁目から七丁目まである。比較的新しい戸建住宅の並ぶ地域である。守谷市立大井沢小学校、板戸井公園、やまゆり公園がある。

#### 南守谷地区
常総ニュータウンで最も開発が活発な、商業施設の集積地となりつつある地区である。松ケ丘、けやき台で構成される。地域内に南守谷駅がある他、守谷駅が松ケ丘の徒歩圏にある。開発面積158.9ha、計画人口17,000人（約4200戸）。
松ケ丘
南守谷地区の北部で、一丁目から七丁目まである。比較的新しい一戸建住宅が並び、大規模商業施設が多い。守谷市立松ケ丘小学校、松ケ丘公園、ジョイフル本田守谷店、アクロスモール守谷、Wonder GOO守谷店などがあるほか、イオンタウン守谷が地域に隣接している。
けやき台
南守谷地区の南部で、一丁目から六丁目まである。比較的新しい戸建住宅が並び、住宅開発が盛んに行われている。南守谷駅、守谷市立けやき台中学校、西友楽市守谷店、南守谷児童センターがある。

### つくばみらい市域

#### 絹の台地区
常総ニュータウン屈指の住宅街で、絹の台で構成される。地域内には関東鉄道常総線の小絹駅があり、北守谷地区と隣接している。開発面積85ha、計画人口7,400人。
地区内にはつくばみらい市のコミュニティバス「みらい号」が通っている。
絹の台
一丁目から七丁目まである。比較的新しい一戸建住宅が並び、地域内はカーブを多く用いたり、道路内にベンチを設置するなど、車両がスピードを出して進入できない工夫が凝らされている。地区内には、つくばみらい市立小絹小学校、小絹中学校、絹の台桜公園などの教育施設がある。また、常磐自動車道谷和原ICが近接する。

### 常総市域
常総市域には、常総ニュータウン唯一の工業地域である大生郷工業団地地区、現在住宅が増えつつある新興住宅街のきぬの里地区がある。

#### 大生郷工業団地地区
常総市大生郷町に計画され、建設された工業団地である。正式には常総ニュータウンの一地区に位置付けられているが、他の地区からは10km - 20kmほど離れた交通不便な場所にあり、実質的に独立した工業団地となっている。1973年（昭和48年）から開発が始まり、1980年（昭和55年）4月に花島近隣公園、原山近隣公園、上口緑地が供用開始、同年7月に造成完了。総面積686,066m2で、公園施設、終末処理場用地を除いた工業用地は549,395m2。工業用地は全10区画で、第1期の6区画の分譲が1980年（昭和55年）7月10日から10月31日まで行われた。

#### きぬの里地区
内守谷町きぬの里
一丁目から三丁目まである。戸建が中心の住宅街で、現在開発中である。天然温泉きぬの湯、KASUMIきぬの里店があるほか、隣接する区域に内守谷工業団地がある。開発面積約66.3ha、計画人口約5,400人。

## 交通

### 鉄道
関東鉄道常総線が各地区を結んでいるほか、つくばエクスプレスが守谷 - 北千住間を最速21分、守谷 - 秋葉原間を最速32分で結んでいる。
関東鉄道
- 常総線
  - ゆめみ野駅 - 稲戸井駅 - 戸頭駅 - 南守谷駅 - 守谷駅 - 新守谷駅 - 小絹駅

首都圏新都市鉄道
- つくばエクスプレス
  - 守谷駅

### 道路
域内において関東鉄道常総線にほぼ並行して国道294号と常総ふれあい道路が通じている。
インターチェンジ
- 谷和原IC - 常磐自動車道

## 教育施設

### 小学校
- 取手市立高井小学校※下高井地区が通う予定の小学校である。
- 取手市立戸頭東小学校
- 守谷市立大井沢小学校
- 守谷市立御所ケ丘小学校
- 守谷市立松前台小学校
- 守谷市立松ケ丘小学校
- 守谷市立高野小学校 区域外だが常総ニュータウン南守谷住民も通う。
- 守谷市立郷州小学校 区域外だが常総ニュータウン南守谷住民も通う。
- つくばみらい市立小絹小学校 区域外だが常総ニュータウン絹の台住民も通う。
- 常総市立絹西小学校 区域外だが常総ニュータウンきぬの里住民も通う。

### 中学校
- 取手市立永山中学校
- 取手市立戸頭中学校
- 守谷市立けやき台中学校
- 守谷市立御所ケ丘中学校
- 守谷市立愛宕中学校 区域外だが常総ニュータウン南守谷住民も通う。
- つくばみらい市立小絹中学校
- 常総市立水海道西中学校 区域外だが常総ニュータウンきぬの里住民も通う。

## ギャラリー

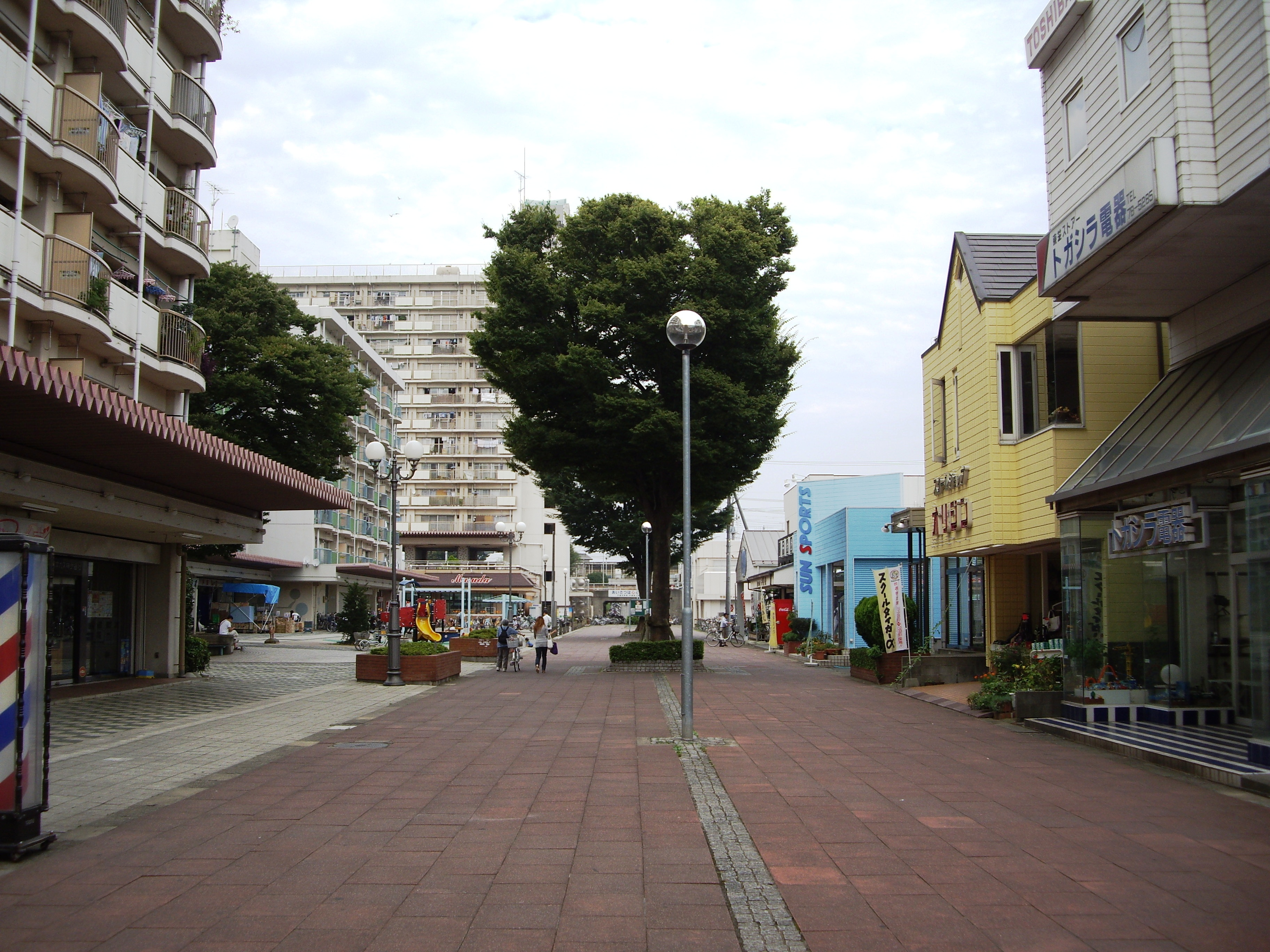
戸頭団地
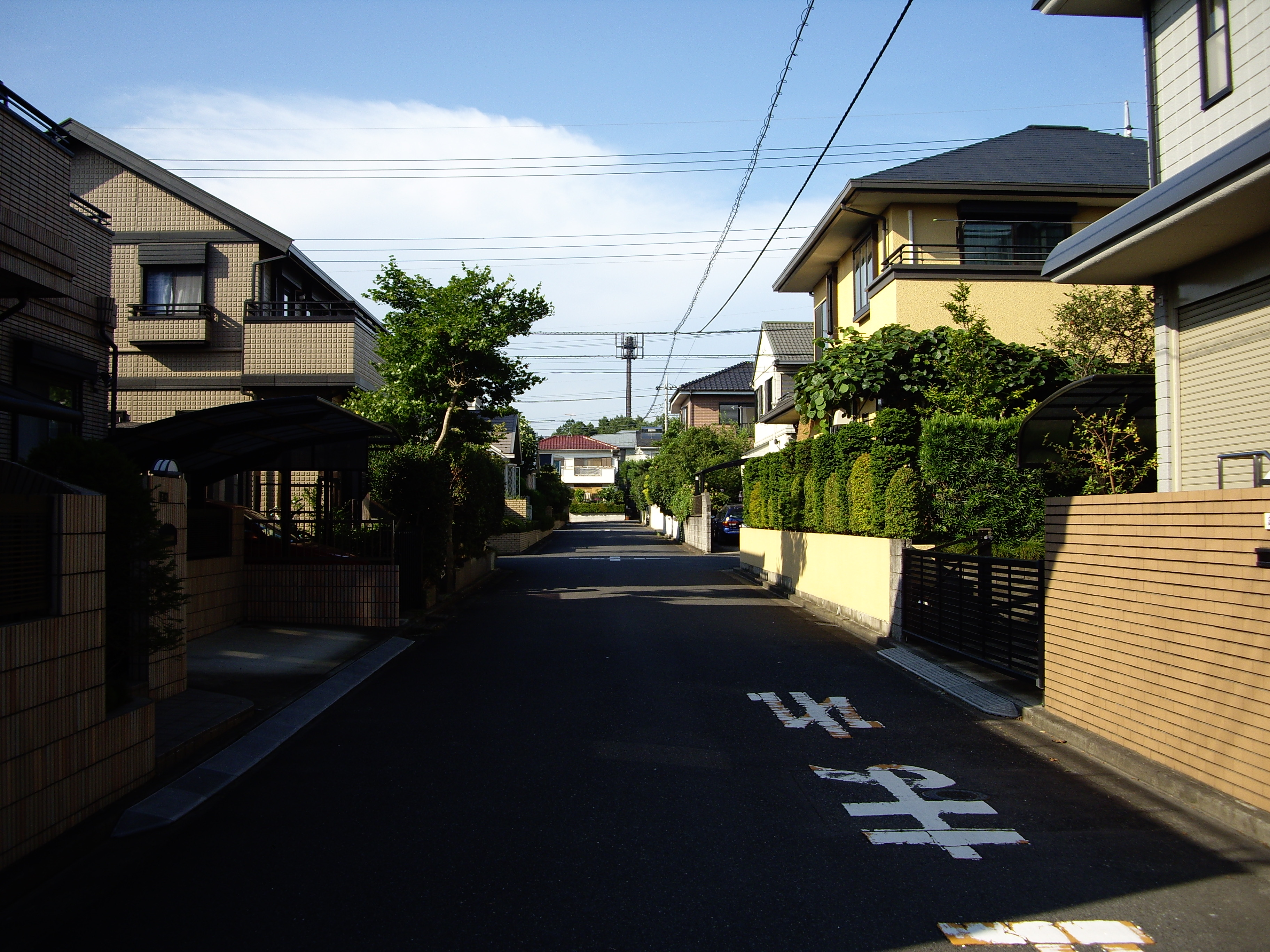
北守谷・松前台
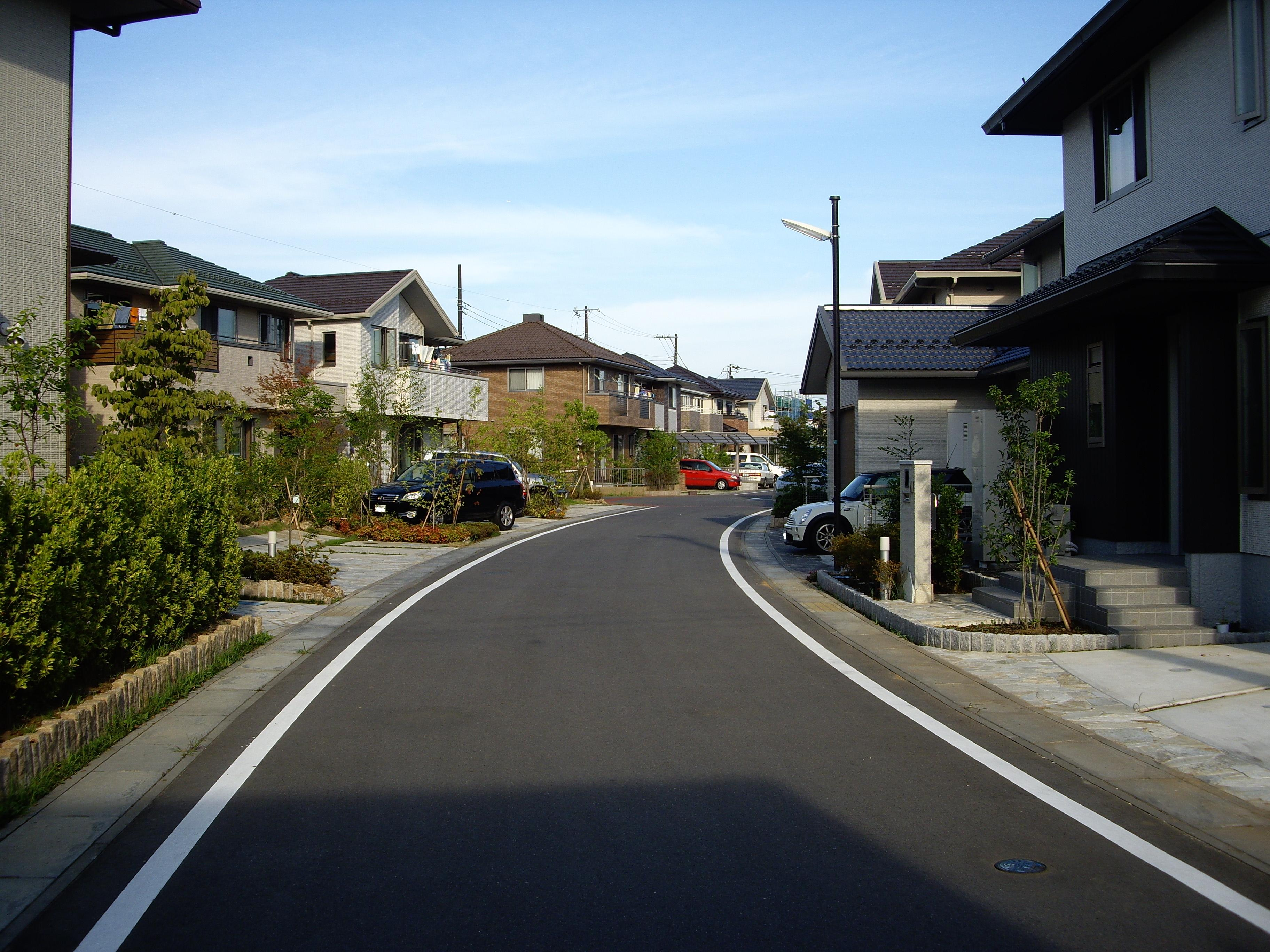
北守谷・久保ケ丘
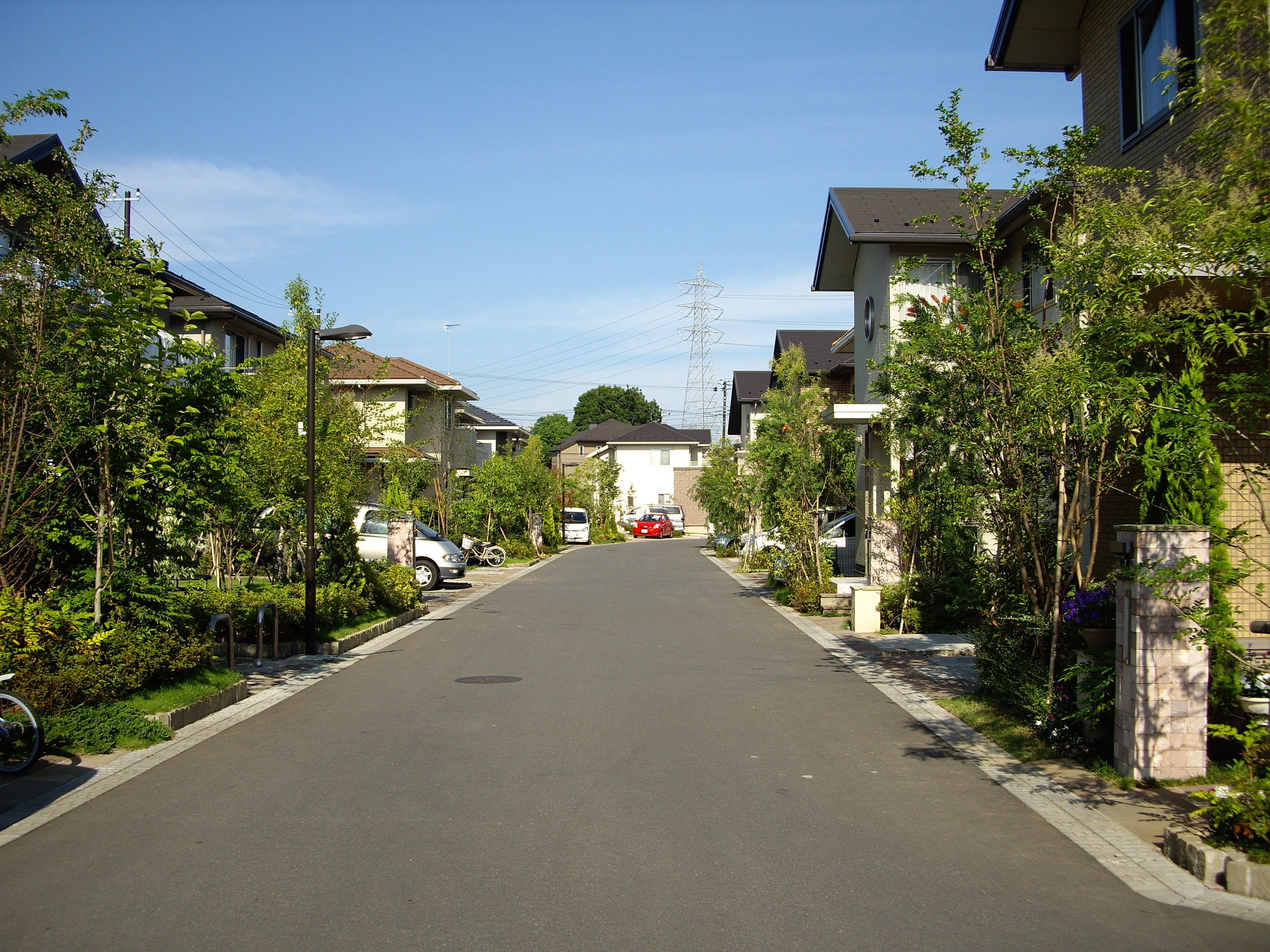
北守谷・薬師台
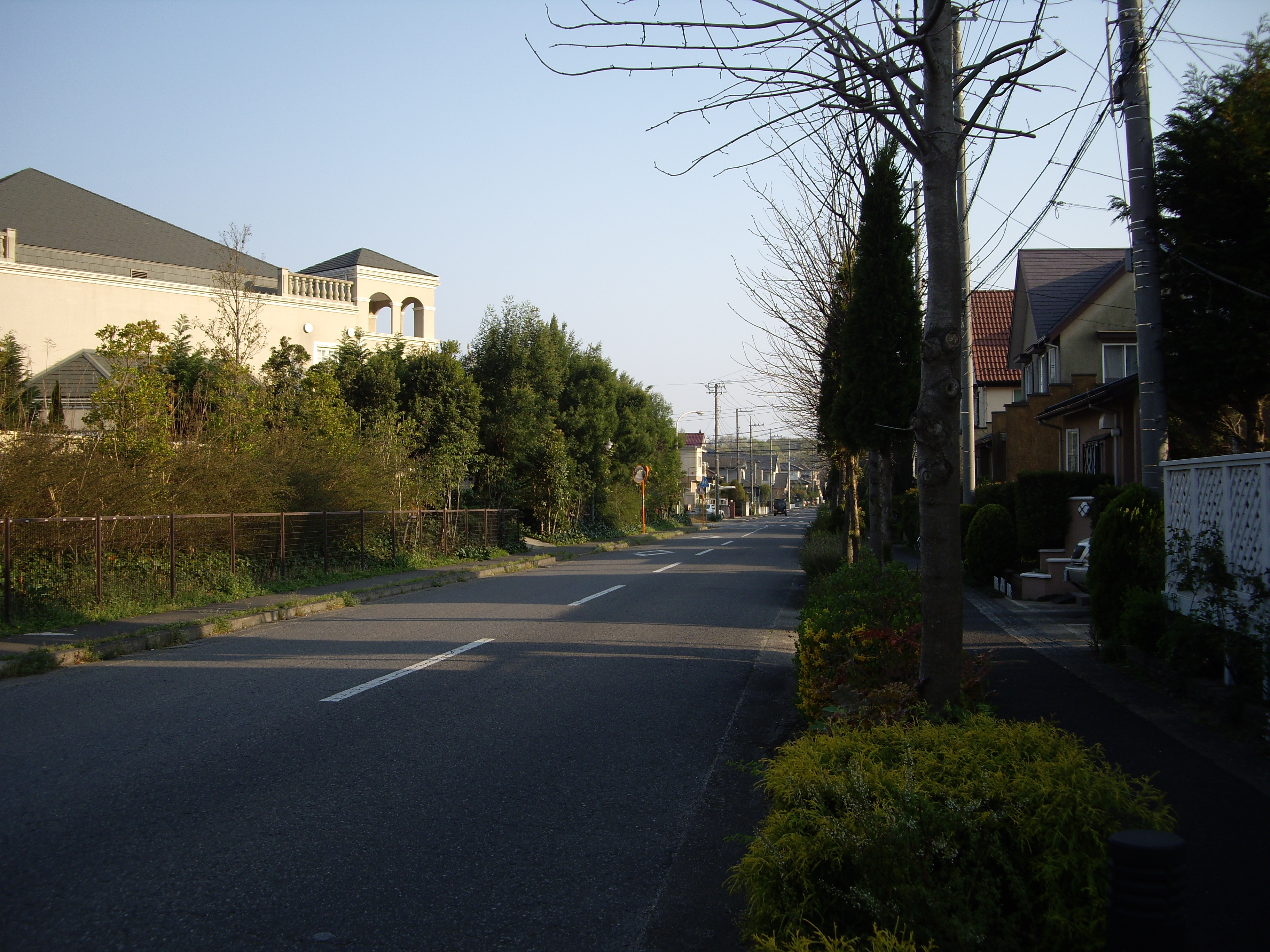
南守谷・松ケ丘
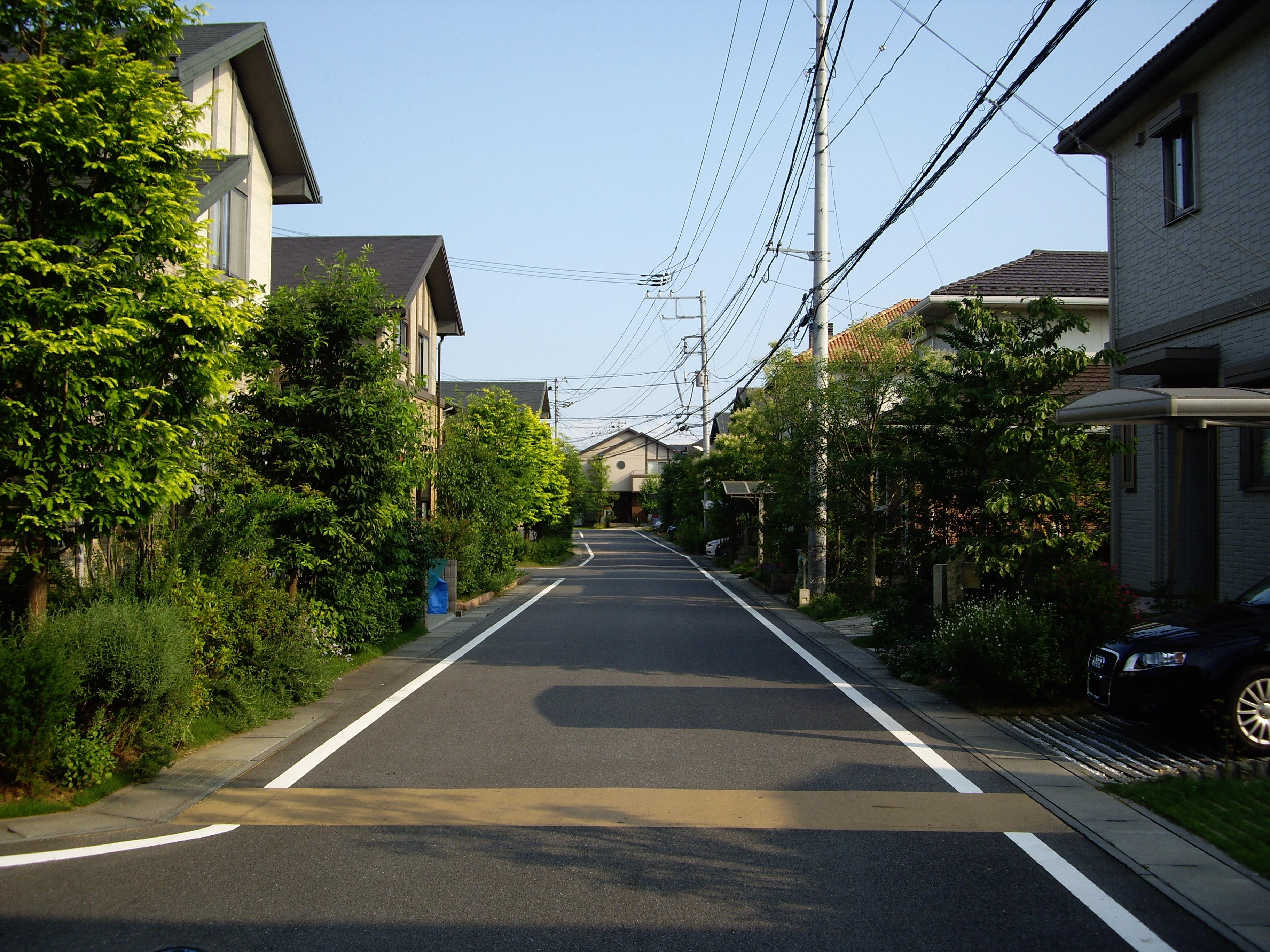
南守谷・けやき台
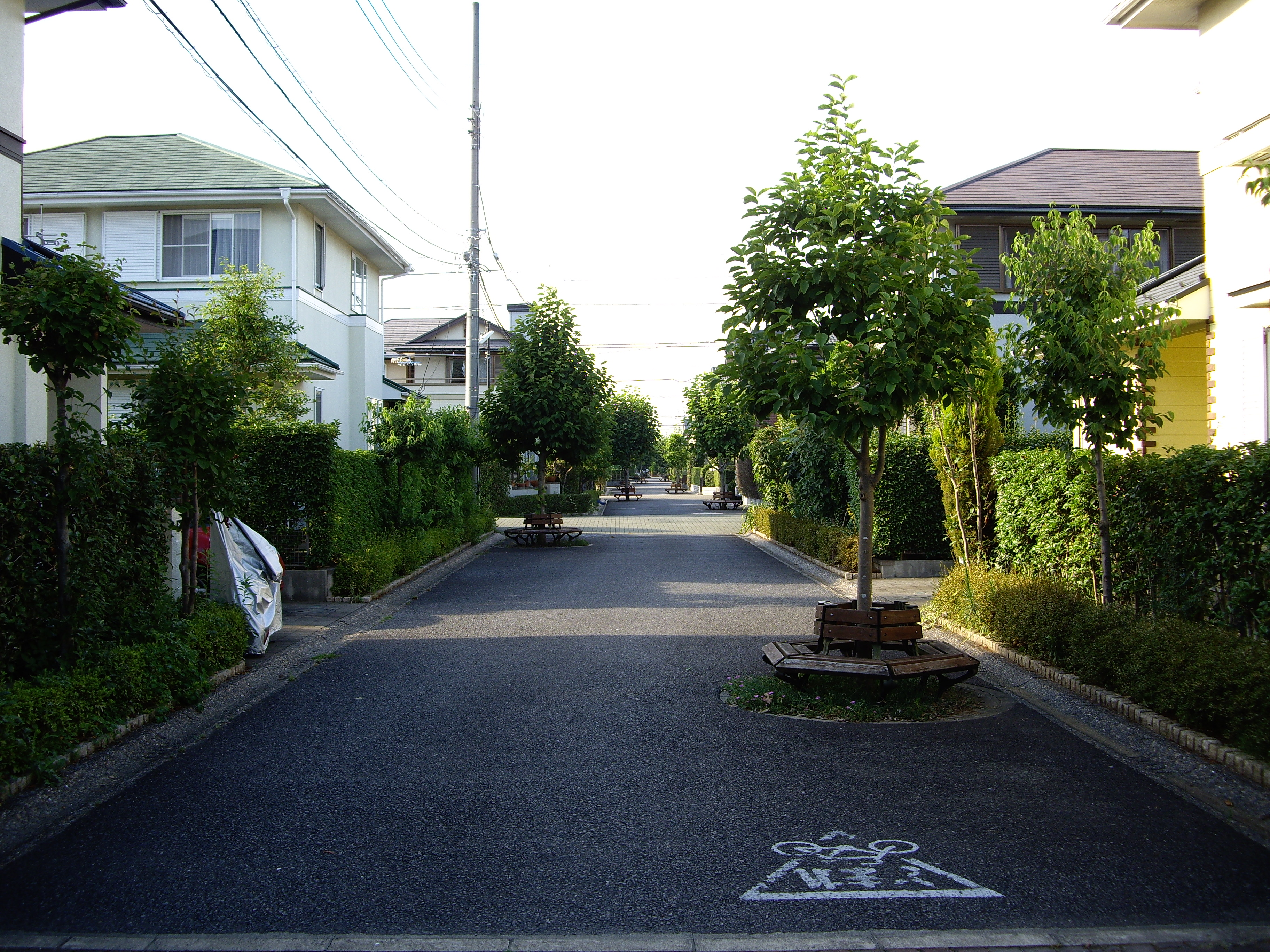
絹の台
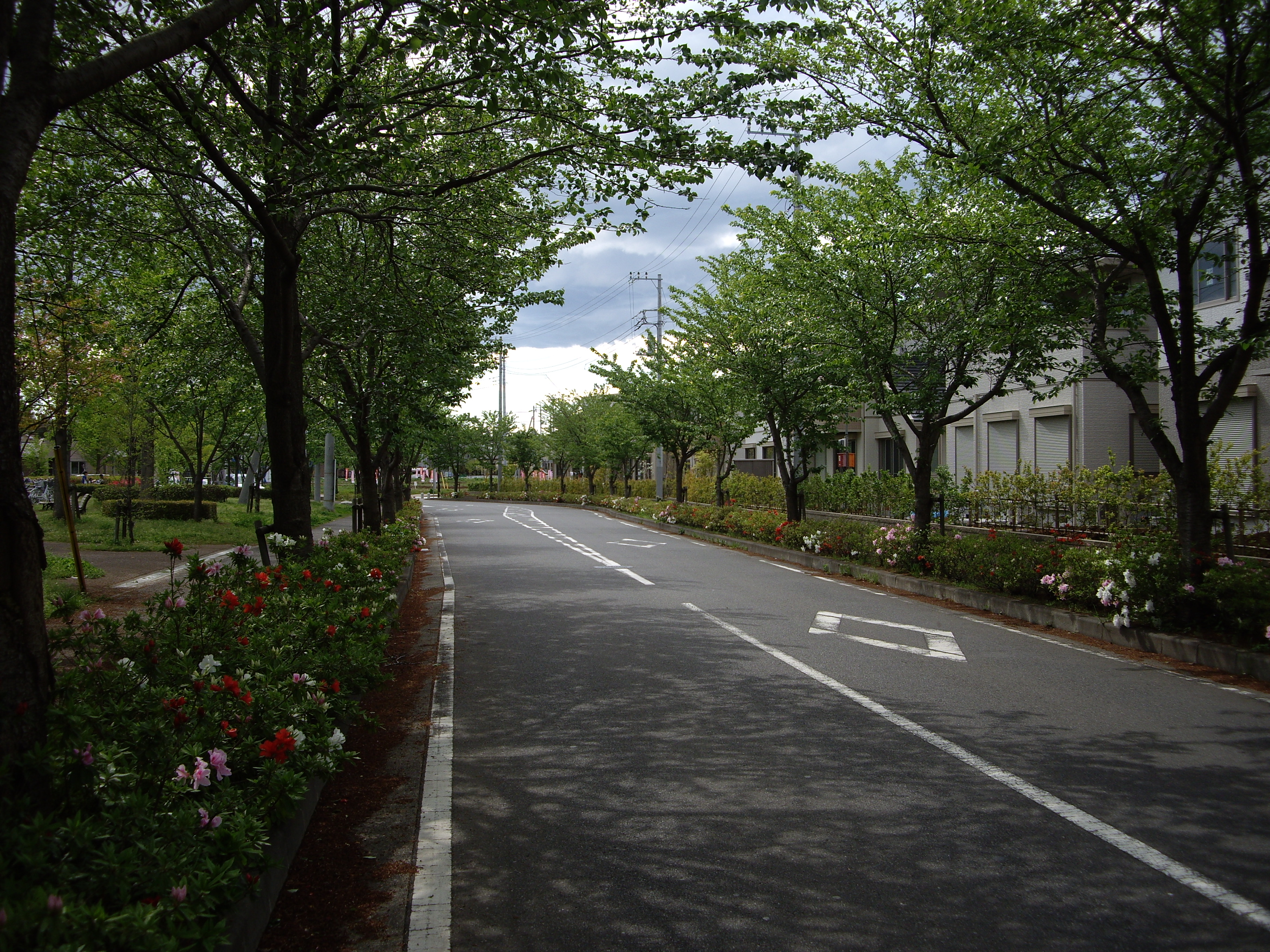
きぬの里
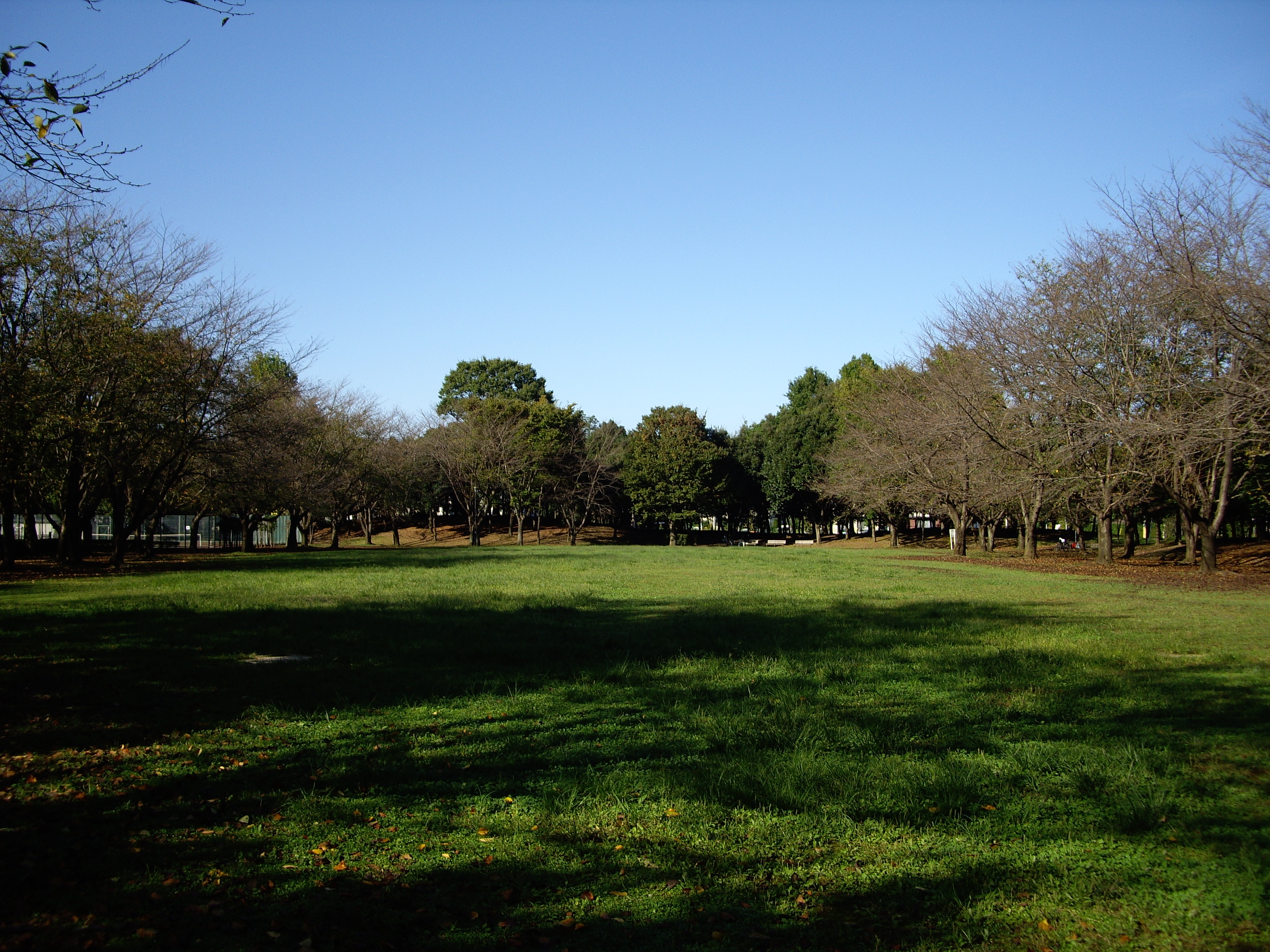
立沢公園
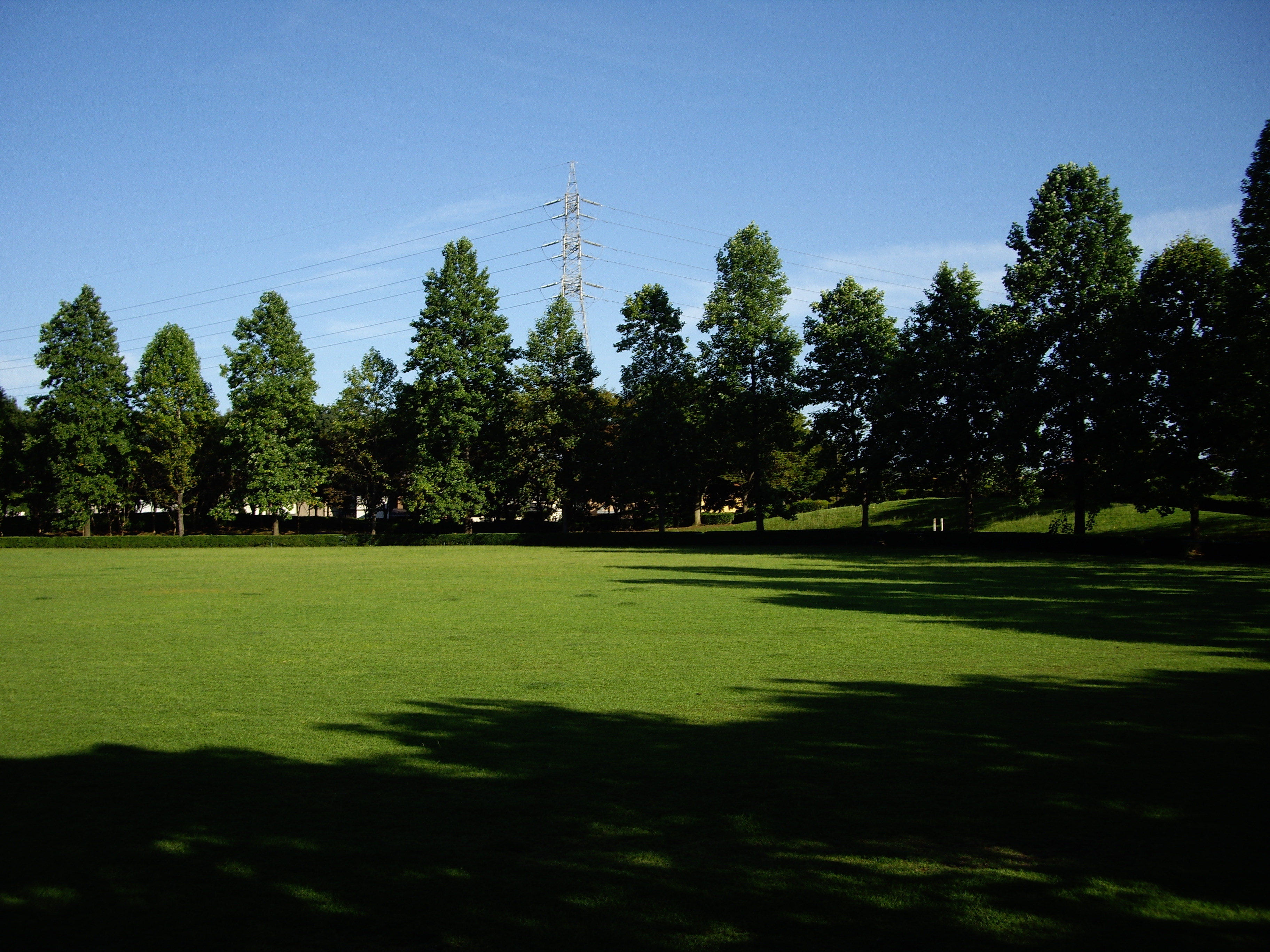
板戸井公園
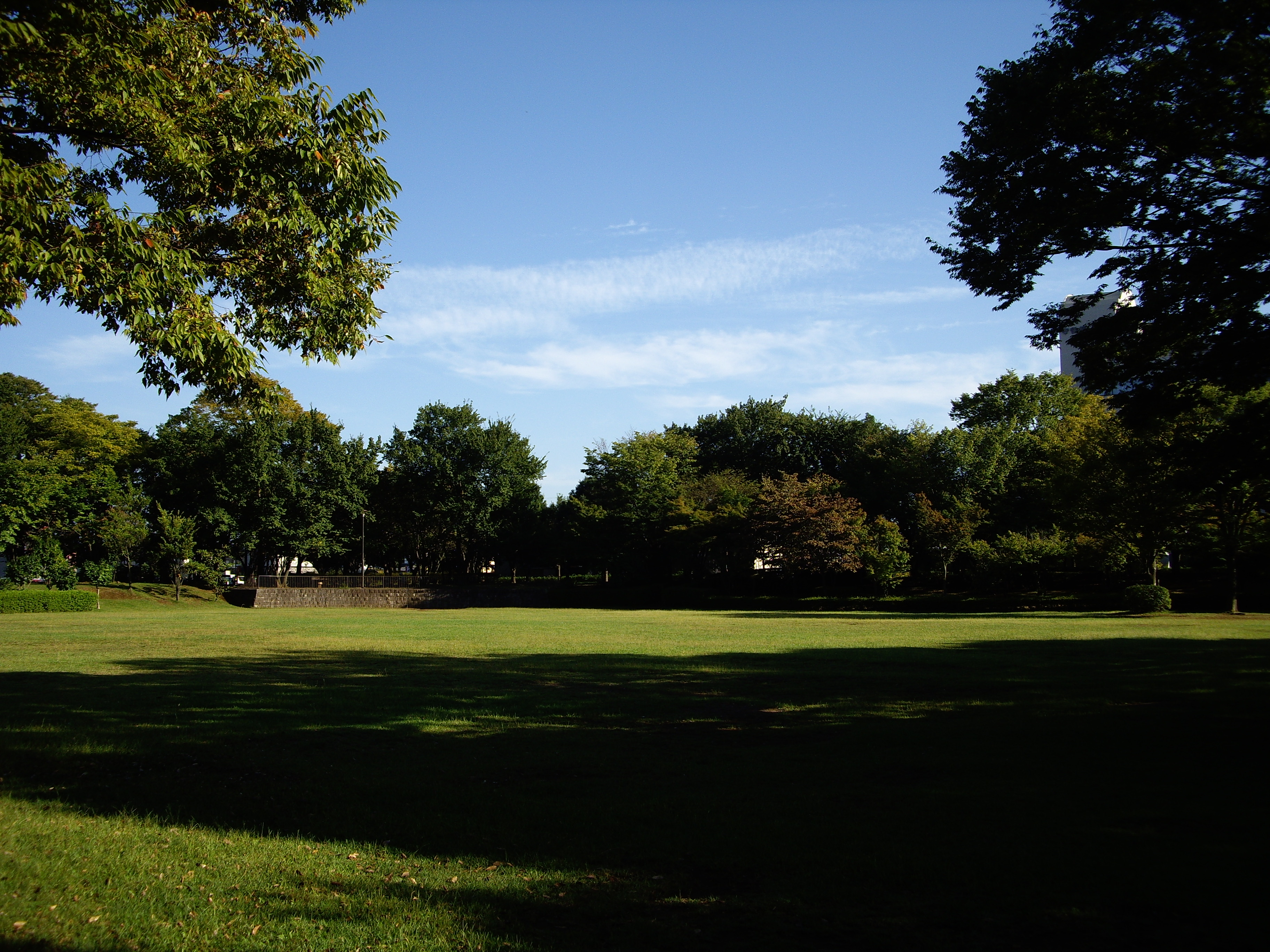
大山公園
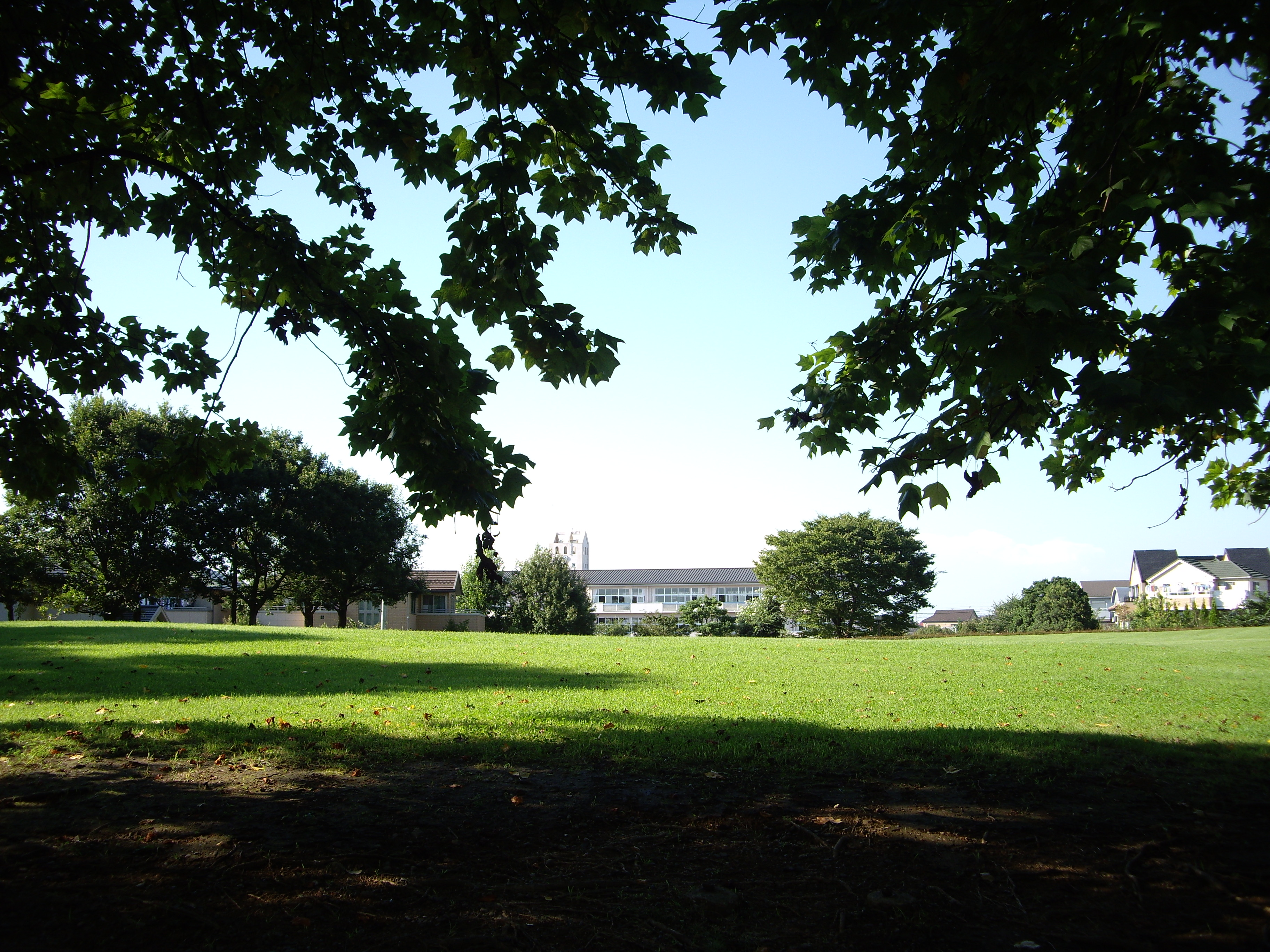
松ケ丘公園
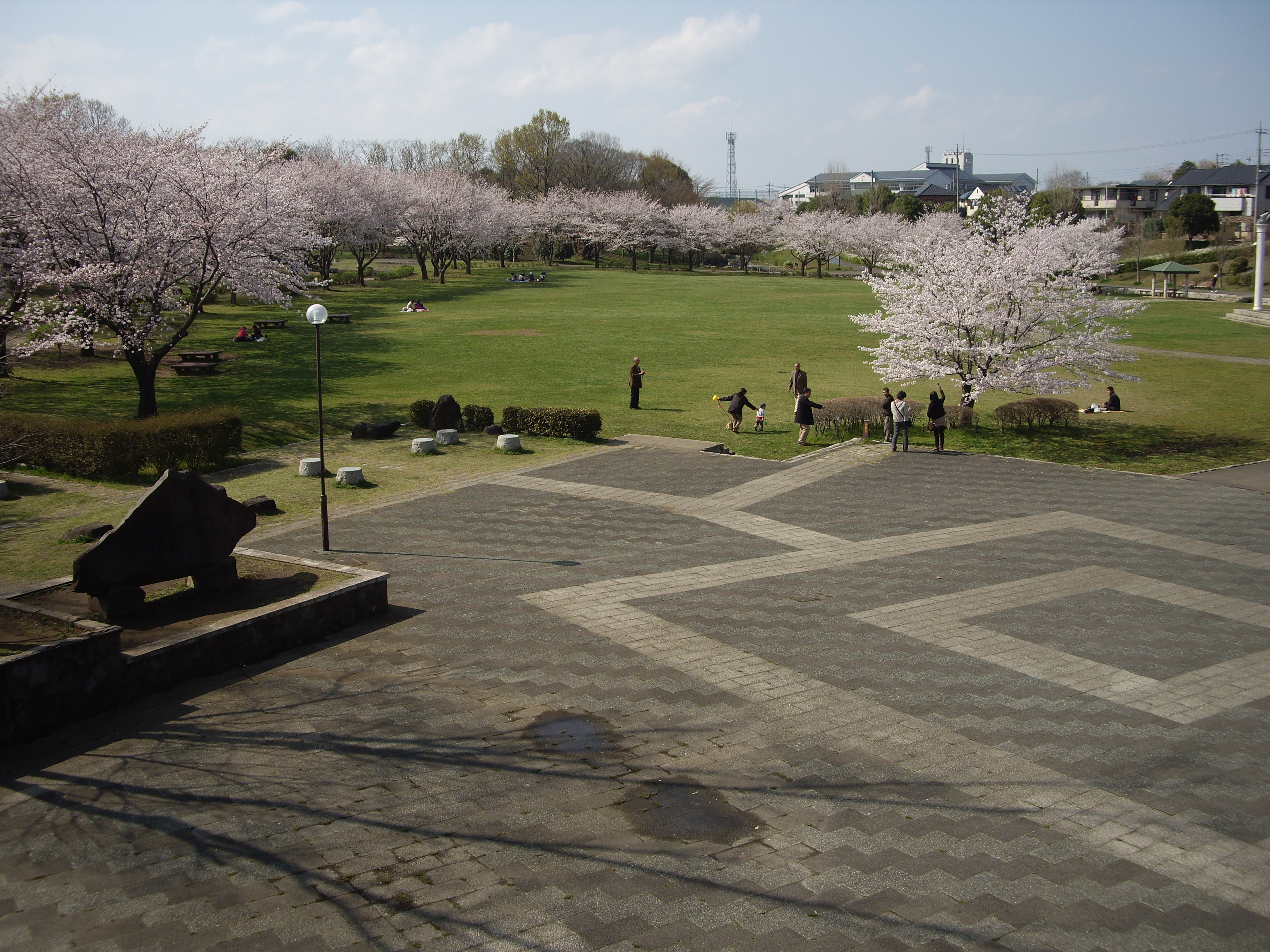
絹の台桜公園
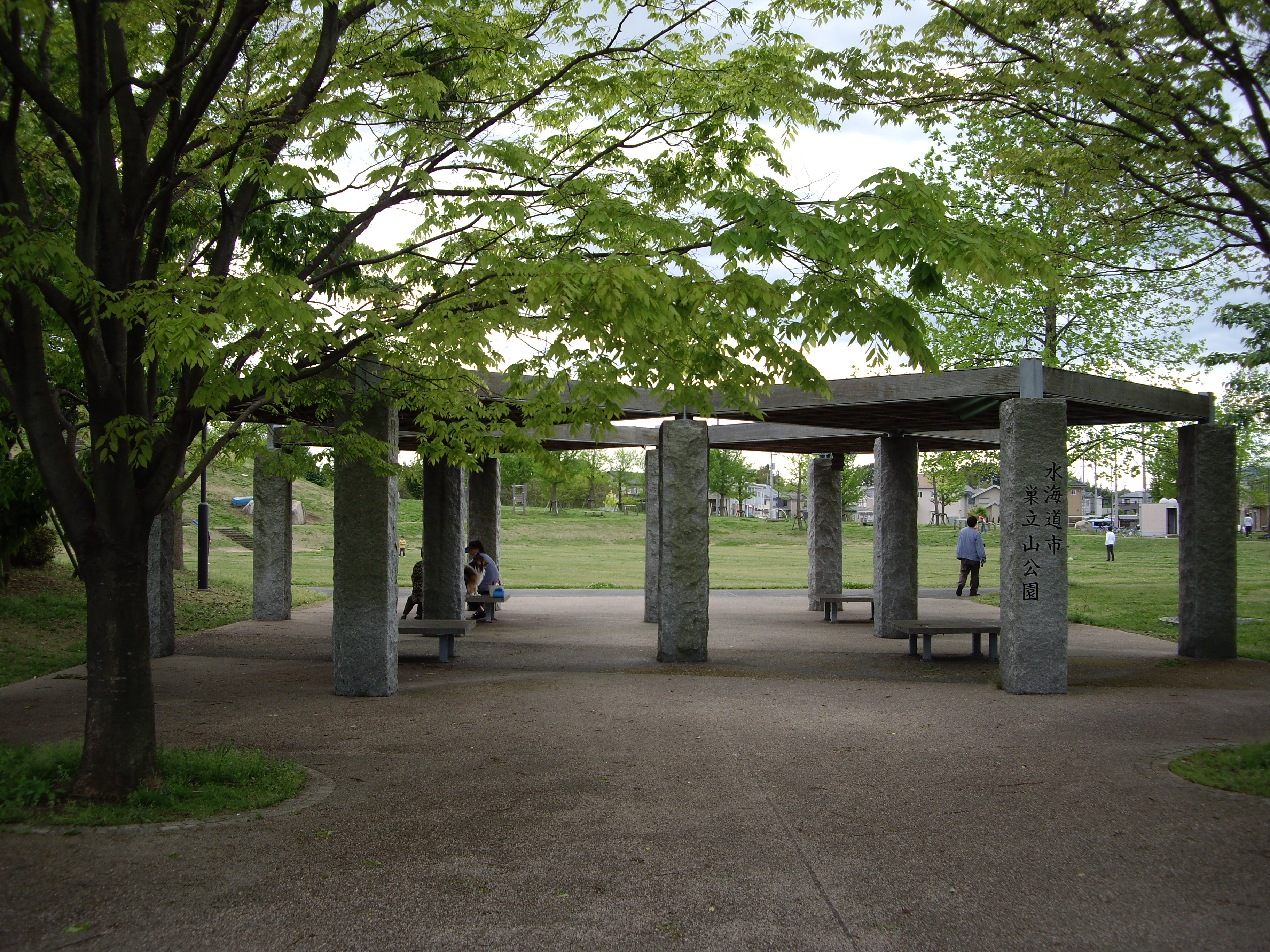
巣立山公園
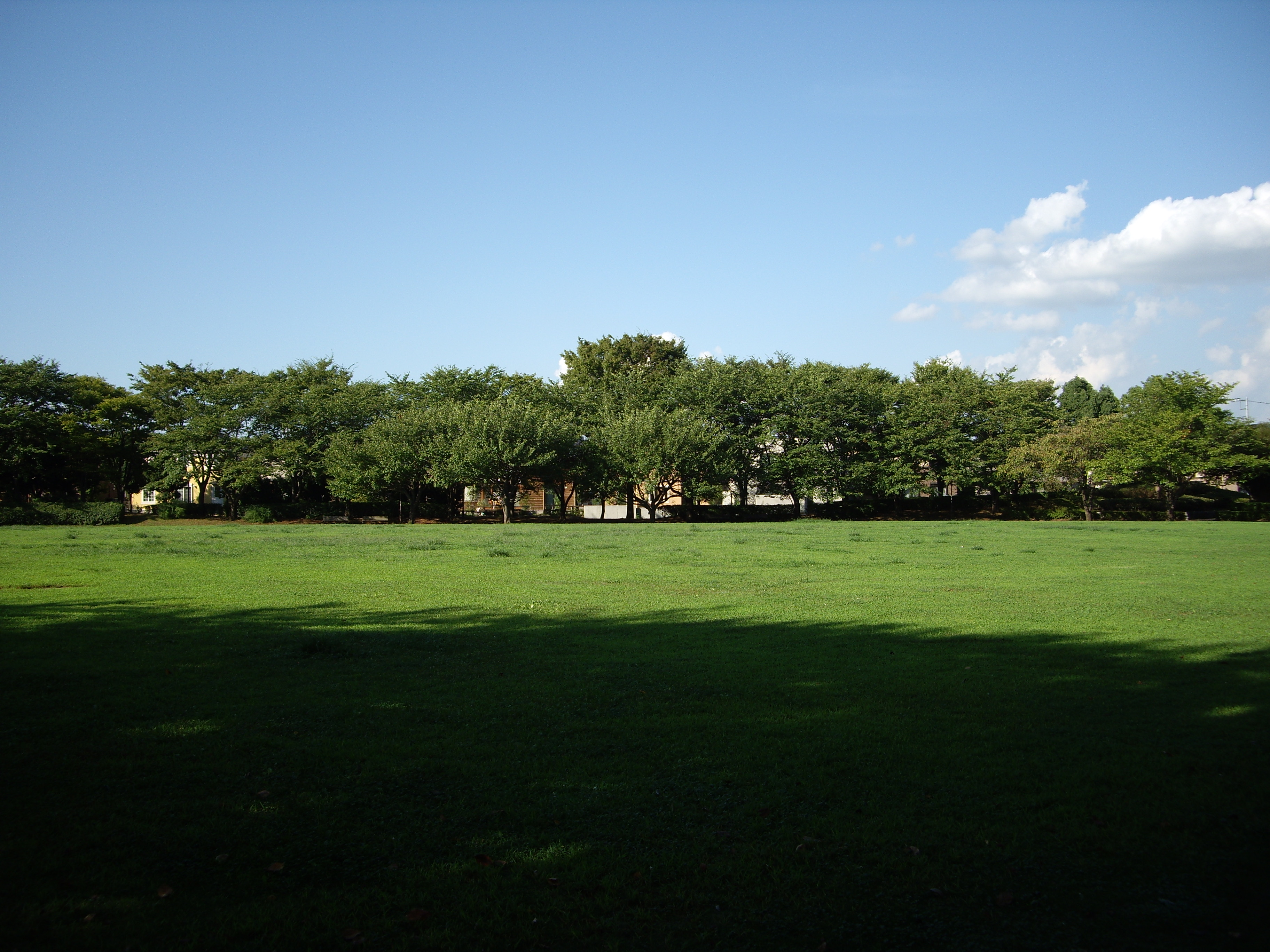
けやき台公園
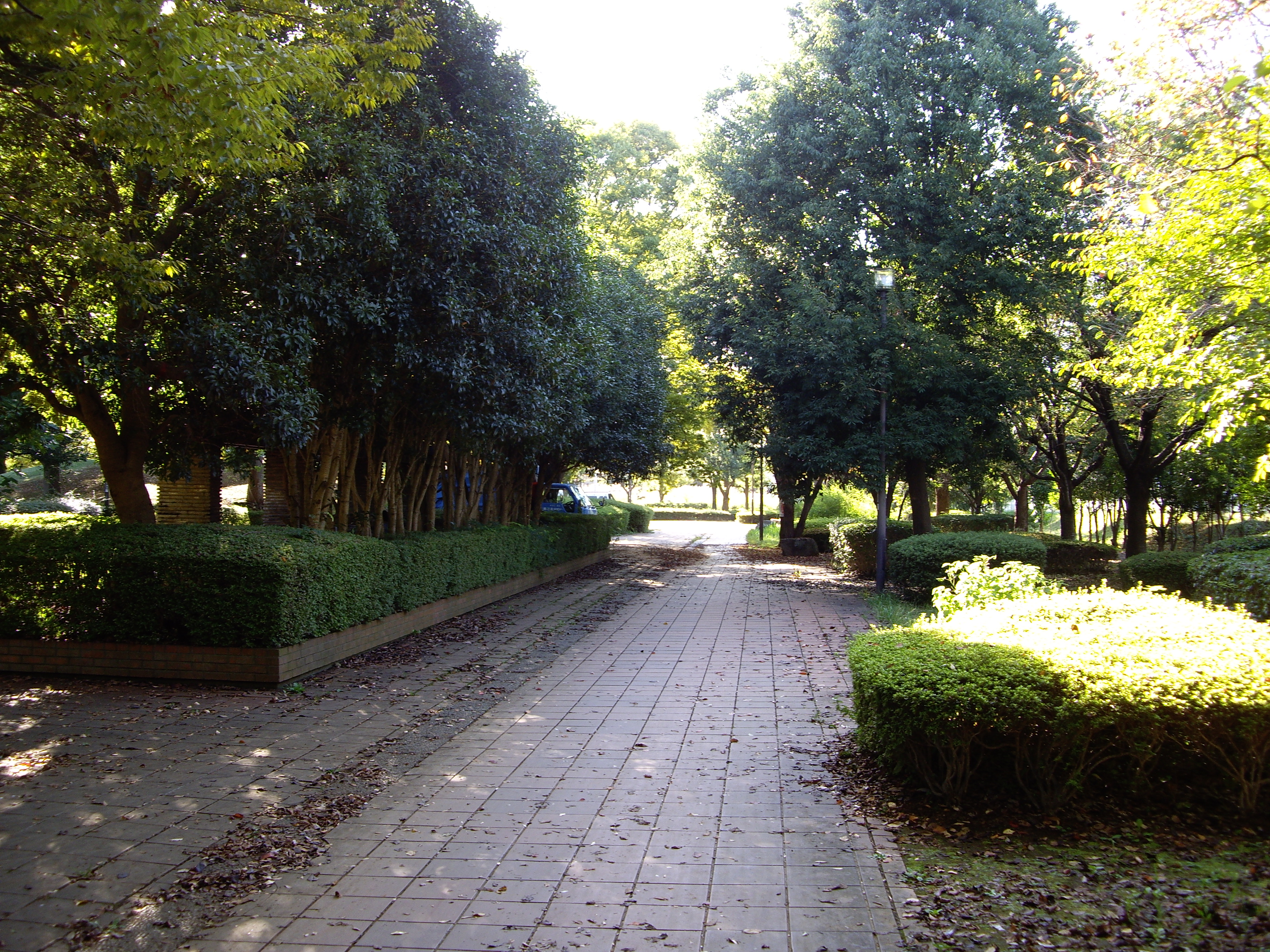
北守谷遊歩道
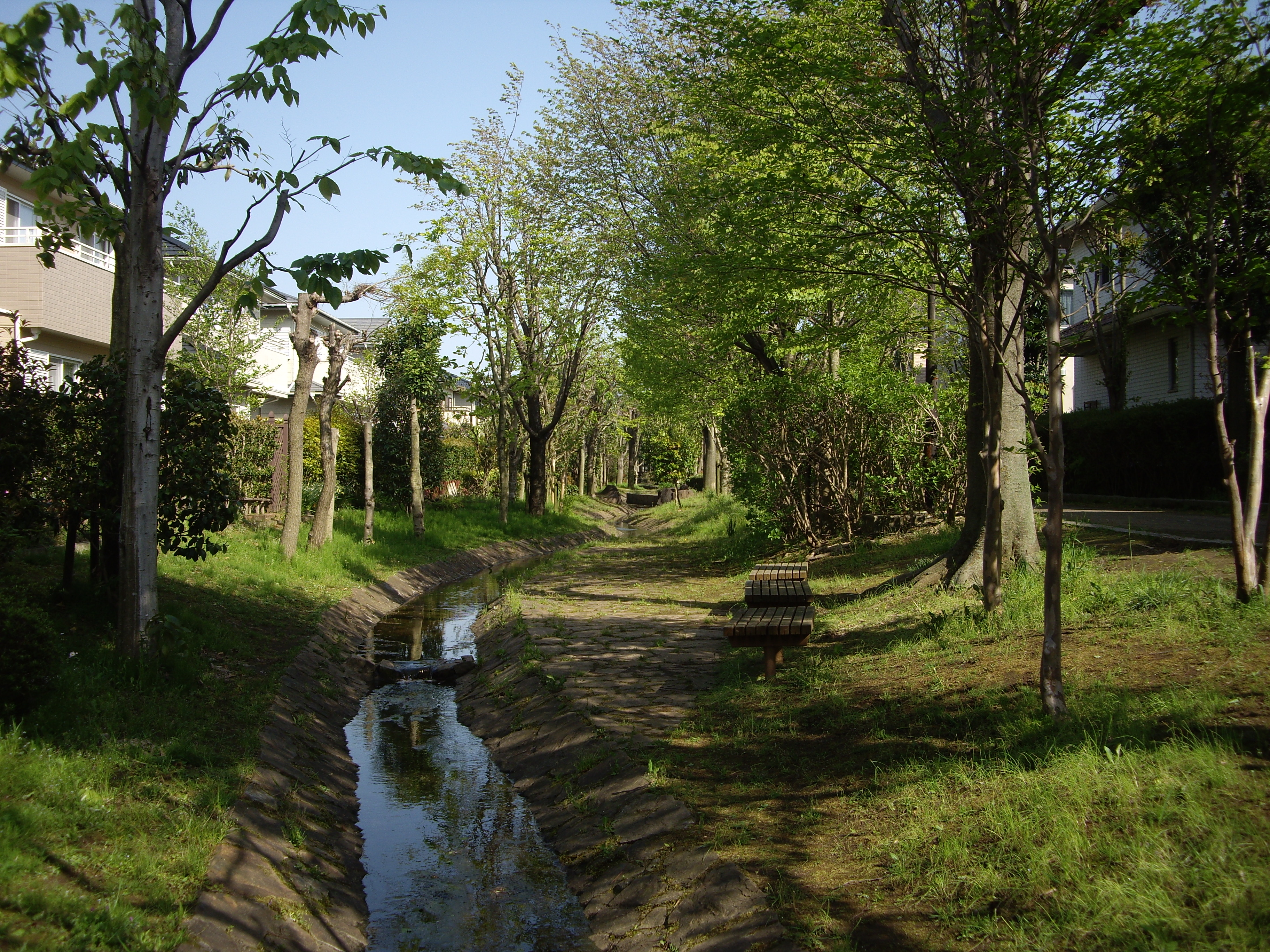
せせらぎの小路（北守谷・絹の台）
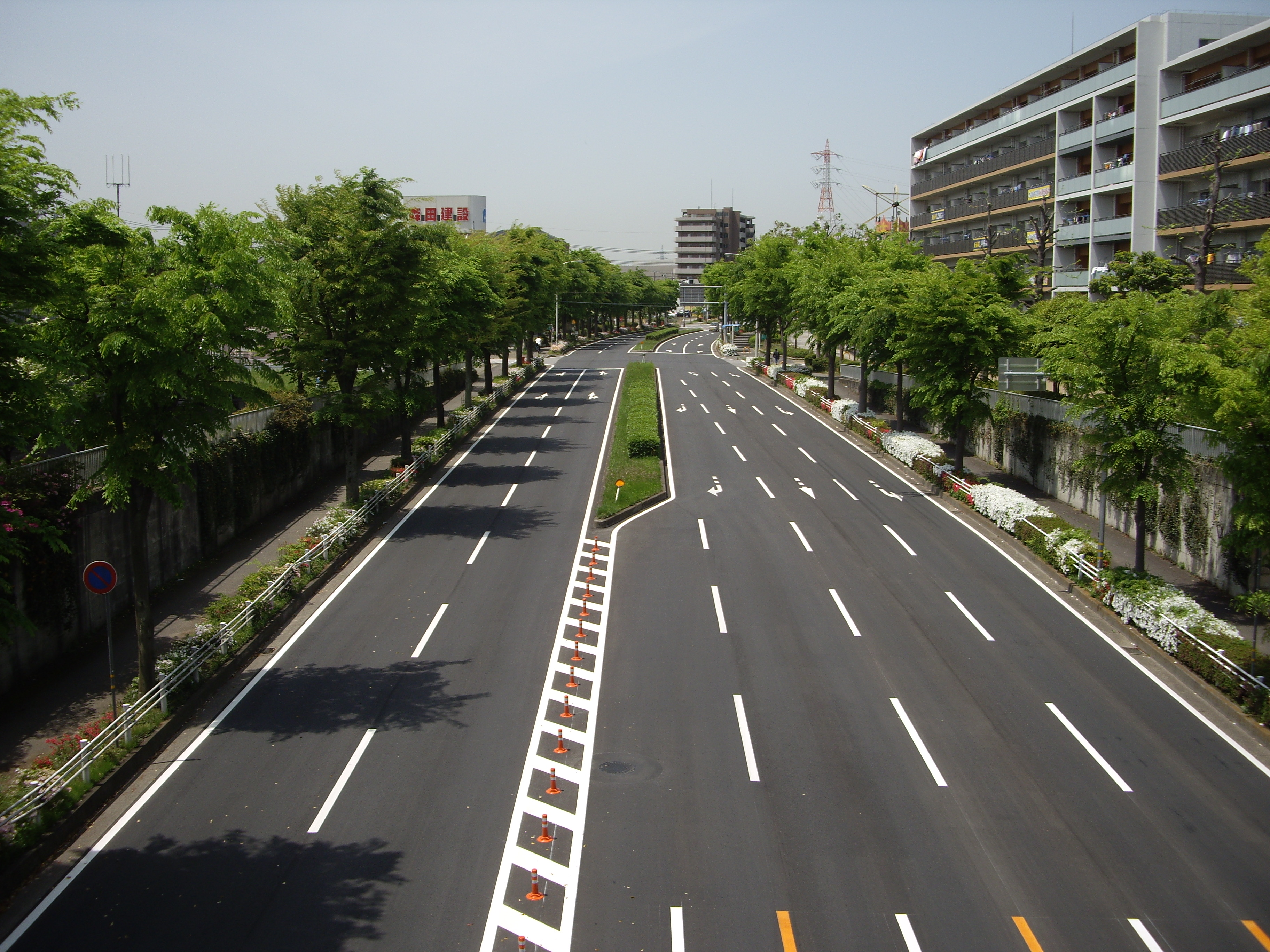
新守谷駅前通り
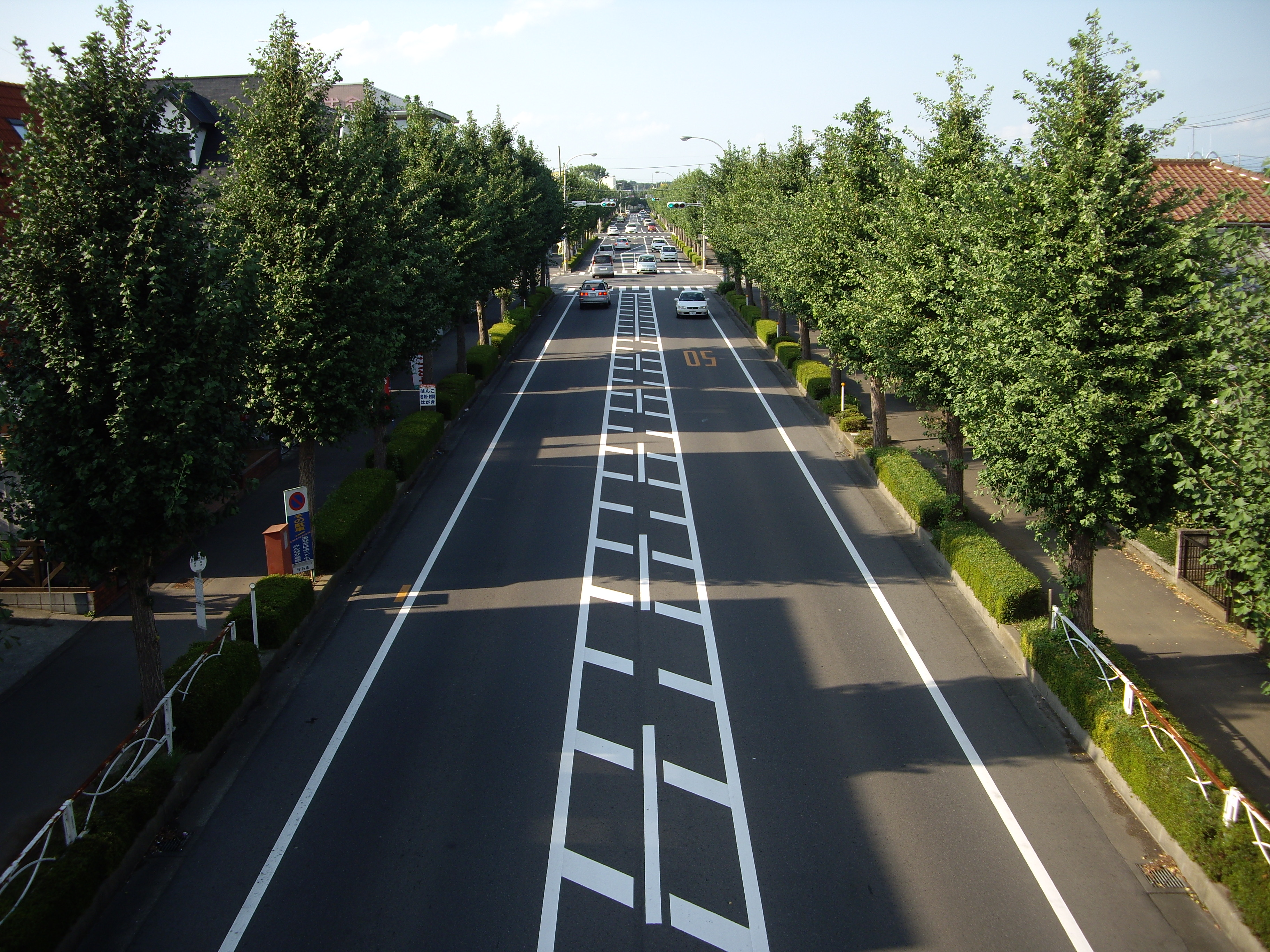
常総ふれあい道路
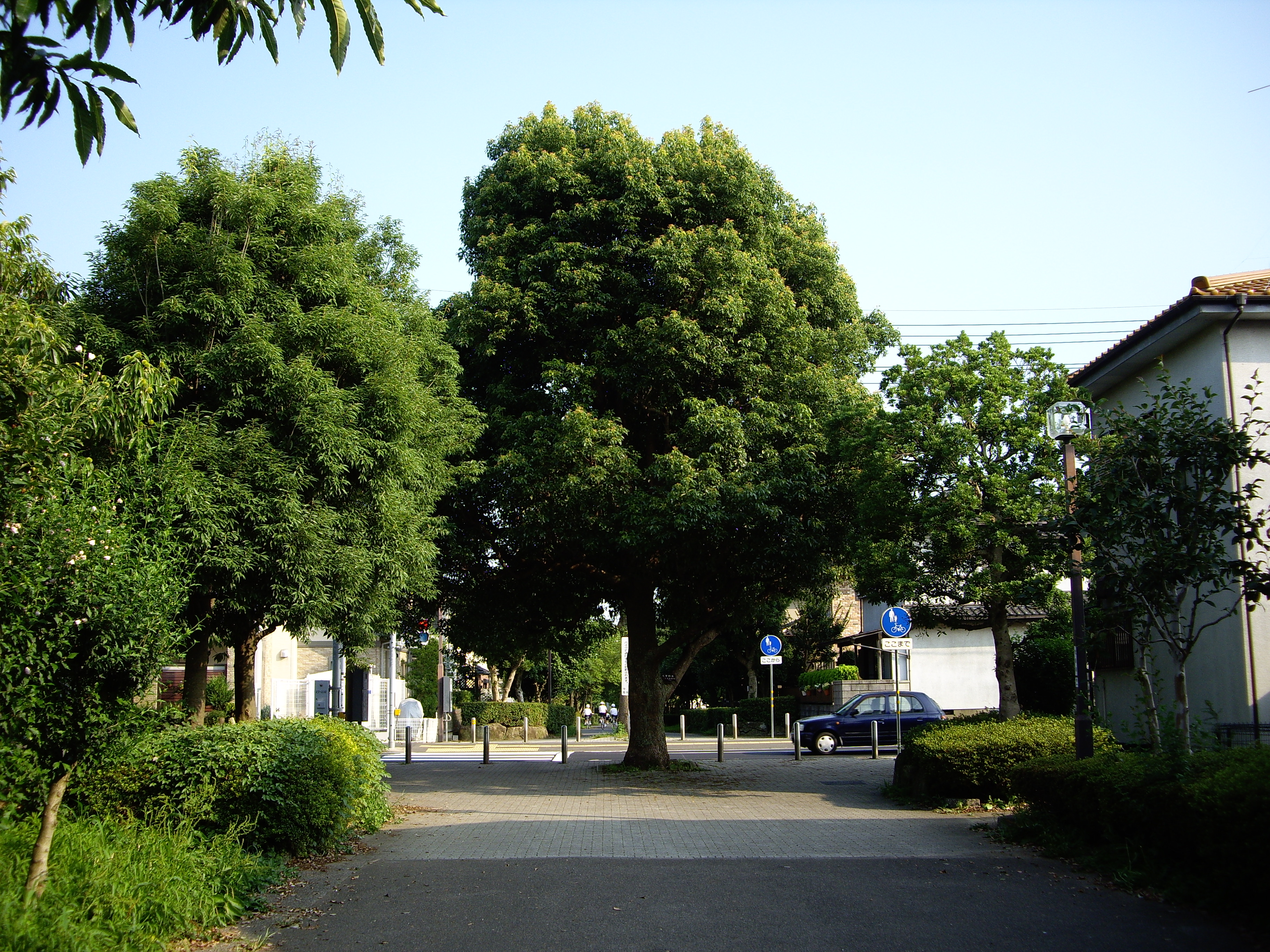
幸福の路